# Подгурская ратуша (старая)
Подгурская ратуша или Дом под белым орлом (пол. Stary Ratusz dawnego miasta Podgórza) — исторический и архитектурный памятник, находящийся в краковском районе Подгуже на северной стороне Подгурской главной площади, 14. Первая ратуша свободного королевского города Подгуже. Здание внесено в реестр охраняемых памятников Малопольского воеводства.
Здание в стиле неоклассицизма было построено в начале XIX века. Первоначально здание использовалось в качестве жилого дома. Позднее здание было передано городской администрации и оно было городской ратушей до 1854 года, когда на Главной площади Подгуже была построена новая ратуша.
C 1946 года в здании располагалась мастерская по изготовлению витражей «Zakład Witrażów i Oszkleń Braci Paczków».
В настоящее время в здание находятся жилые помещения и различные торговые предприятия. На фасаде здания находится барельеф белого орла, от которого здание имеет наименование «Дом белого орла».
11 июля 1966 года Подгурская ратуша была внесена в реестр охраняемых памятников Малопольского воеводства (№ А-310).